# Görel Leijonhielm
Görel Margaretha Elisabeth Christina Leijonhielm, född 14 mars 1920 i Stockholm, död där 3 december 1979, var en svensk konstnär och kartritare.
Hon var dotter till majoren Carl Leijonhielm och grevinnan Emma Posse samt mellan 1952 och 1968 gift med amanuensen Erik Widlund. Hon var syster till Märta Brayer. Leijonhielm studerade vid Edward Berggrens målarskola 1939 och vid Tekniska skolan i Stockholm 1940–1942 och under studieresor till Jugoslavien, Grekland och upprepade tillfällen till Danmark. Hon studerade som stipendiat vid den Grekiska konstskolan på Hydra 1955. Hon var efter studierna först verksam som kartritare och därefter som tecknare och medhjälpare vid Erik Flemings Atelier Borgila i Stockholm. Hennes konst består av porträtt, stilleben och landskap utförda i olja, pastell, tempera eller akvarell. Leijonhielm är begravd på Hångers kyrkogård.